# Лејк Панасофки (Флорида)
Лејк Панасофки (енгл. Lake Panasoffkee) насељено је место без административног статуса у америчкој савезној држави Флорида.

## Демографија
По попису из 2010. године број становника је 3.551, што је 138 (4,0%) становника више него 2000. године.
| Група             | 2000.         | 2010.         |
| Белци             | 3.294 (96,5%) | 3.332 (93,8%) |
| Афроамериканци    | 22 (0,6%)     | 52 (1,5%)     |
| Азијати           | 16 (0,5%)     | 28 (0,8%)     |
| Хиспаноамериканци | 31 (0,9%)     | 82 (2,3%)     |
| Укупно            | 3.413         | 3.551         |